# Une affaire d'honneur (film, 2023)
 (novembre 2024).
Pour les articles homonymes, voir Une affaire d'honneur.
Pour plus de détails, voir Fiche technique et Distribution.
Une affaire d'honneur est un film français réalisé par Vincent Perez, sorti en 2023.
Le film est présenté en 2023 au festival international du film de Karlovy Vary, où il remporte le prix du public et aux 40e Journées du film francophone de Tübingen-Stuttgart où il remporte le prix du jeune jury de Stuttgart.

## Synopsis
À la fin du XIXe siècle à Paris, on compte un duel par jour et un mort tous les trente-cinq affrontements, sans compter les blessés. Dans l'atmosphère revanchiste à la suite de la défaite contre la Prusse en 1871 et dans la foulée de la loi du 29 juillet 1881 sur la liberté de la presse, la moitié des duellistes sont des militaires et l'autre vient du monde de la presse nouvellement démuselée et des arts et des lettres à l'honneur bafoué par cette dernière. En 1887, alors que l'histoire millénaire du duel subit ce dernier regain mortifère, les salles d'armes, véritables salles de gym de la Belle époque, pullulent, souvent attenantes des bureaux de rédaction, et nombre de ces hommes bourgeois s'affrontent en duels, quoique la loi les prohibe, pour laver leurs noms et réputations,.
Quand elle est humiliée publiquement par Ferdinand Massat, le rédacteur en chef du Petit Journal, la journaliste militante féministe, connue comme décente bretteuse, Marie-Rose Astié de Valsayre veut laver son honneur par les armes. Elle se rend au cercle d'escrime du journal, tenu par Adolphe Tavernier, et réclame les services du maître d'armes réputé Clément Lacaze pour s'y préparer. Par ailleurs, quand le neveu de Lacaze, Adrien, est provoqué en duel par le colonel Berchère, plus expérimenté, Lacaze fait son possible pour qu'Adrien change d’avis, puis pour le préparer au duel, se laissant entraîner dans un tourbillon de combats au premier sang.

## Fiche technique
Sauf indication contraire, les informations mentionnées dans cette section peuvent être confirmées par la base de données cinématographiques IMDb,  présente dans la section « Liens externes ».
- Titre français : Une affaire d'honneur
- Réalisation : Vincent Perez
- Scénario : Vincent Perez et Karine Silla
- Photographie : Lucie Baudinaud
- Montage : Sylvie Lager
- Musique : Evgueni Galperine et Sacha Galperine
- Chorégraphie et cascades : Michel Carliez
- Décors : Jean-Philippe Moreaux[10]
- Costumes : Madeline Fontaine[10]
- Production : Gaumont et France 2 Cinéma
- Budget : 11,4 millions d'euros
- Pays de production :  France
- Format : Couleurs
- Genre : drame, cape et épée
- Durée : 101 minutes
- Dates de sortie :
  - Allemagne : 29 juin 2023 (Festival du film de Munich 2023, pour la presse et l'industrie du film)[11].
  - France : 27 décembre 2023

## Distribution
- Roschdy Zem : Clément Lacaze
- Guillaume Gallienne : Adolphe Tavernier
- Doria Tillier : Marie-Rose Astié de Valsayre
- Damien Bonnard : Ferdinand Massat
- Vincent Perez : le colonel Louis Berchère
- Noham Edje : Adrien Lacaze, le neveu de Clément
- Myriem Akheddiou : Louise Lacaze, la mère d'Adrien
- Pepe Lorente : Gustavio de Borda
- Eva Danino : Marguerite
- Manda Touré : Latina
- Luc-Antoine Diquéro : le préfet
- Christian Sinniger : le juge
- Gérard Chaillou : le sage du tribunal
- Stéphane Boucher : l'organisateur
- Pierre Rambaldi : le journaliste Pierrot
- Fabrice Firmin : un mauvais garçon
- Iman Perez : Anaïs

## Production

### Genèse du projet
Vincent Perez et son collaborateur cascades sur de nombreux rôles et maître d'armes de longue date, Michel Carliez, rêvaient de monter un film focalisé sur l'histoire du duel en France qui leur permettrait de pousser les combats sous toutes leurs formes (à l'épée, au sabre, au fleuret, à cheval, au fusil ou au pistolet, etc.) au plus haut niveau et au premier plan du récit, ainsi que de mettre en avant une période charnière de l'histoire où, peu avant leur fin, les duels ont connu une effervescence et une recrudescence folle, faisant pratiquement partie de la vie quotidienne pour un certain milieu lors de l'âge d'or de la presse et de « la civilisation du journal » en pleine naissance des rubriques du fait divers, à la suite de l'affaire du triple assassinat de la rue Montaigne en mars 1887 par Henri Pranzini, parallèle au marasme économique de la Grande Dépression (1873-1896),.
Cette idée fut laissée en jachère jusqu'à ce que Jean Dujardin, qui jouait alors une scène de duel dans J'accuse (2019) de Roman Polanski aux côtés de Michel Carliez et Vincent Perez, incite ces derniers à reprendre ce projet au cours d'une discussion en marge du tournage.
Dans leurs recherches durant l'écriture du scénario à quatre mains avec sa compagne scénariste Karine Silla, la découverte de l'Annuaire du duel 1880-1889 fut un déclic, les poussant à éplucher les articles de presse de l'époque, pour suivre les histoires liées aux nombreux noms apparaissant sur les pages au rythme moyen d'une entrée par jour. C'est ainsi qu'ils ont découvert, puis fictionalisé, les histoires des personnages principaux du film, pratiquement tous basés sur des duellistes ayant existé, dans une bulle de l'histoire où le monde changeait à grande vitesse devant leurs yeux: la construction du premier étage de la tour Eiffel, les avancées de l'éclairage des rues, les morts tragiques de l'incendie de l'Opéra-Comique en 1887, questionnant le bien-fondé de l'obligation des robes (souvent à crinoline et accompagnées de corsets, extrêmement malcommodes et inflammables) pour les femmes, travailleuses ou bourgeoises, comme le fera encore plus celui du Bazar de la Charité en 1897, la multiplication des demandes de permissions de travestissement par les féministes, la propagation des premiers téléphones électriques, théâtrophones et Éoles[pas clair] de Clément Ader, etc.
Lacaze porte le nom du premier maître d'armes de Vincent Perez lorsqu'il étudiait au conservatoire, mais est un personnage fictif basé sur tous les maîtres d'armes qu'il a connu dans sa carrière, ainsi que ceux rencontrés au travers de ses recherches. 

Le personnage du colonel Berchère est inspiré du général Boulanger que Vincent Perez qualifie d'« accro du duel » car il a participé à une trentaine de duels dans cette époque en plus d'être le «Général Revanche» à l'origine de la crise boulangiste, qui a menacé la Troisième République.
L'autre ouvrage qui a servi de base à la création de l'histoire fut L'Art du duel (1885) d'Adolphe Tavernier détaillant tous les codes éthiques, les protocoles et les intervenants de ces secrets mal gardés, tolérés par la société de l'époque, « cette plaie sociale, jusqu’ici rebelle à la répression » (Du Verger de Saint-Thomas in Nouveau Code du Duel, 1879), la nouvelle bible des duellistes, après Essai sur le duel (1836) du comte de Châteauvillard,.

## Promotion
Après une tournée des festivals internationaux puis nationaux, spécialement ceux spécialisés dans l'histoire et le roman, avec le film depuis l'été 2023, Gaumont publie en ligne la bande-annonce officielle du quatrième long métrage de Vincent Perez le 14 novembre 2023,.

## Distinctions
- Festival international du film de Karlovy Vary 2023 : prix du public
- 40e Journées du film francophone de Tübingen-Stuttgart : prix du jeune jury de Stuttgart